# Abaj (metropolitana di Almaty)
Abaj (in kazako Абай?) è una stazione della linea 1 della metropolitana di Almaty. È stata inaugurata il 1º dicembre 2011